# (886) Вашингтония
886 Вашингтония (886 Washingtonia) — астероид главного астероидного пояса. Открыт 16 ноября 1917 года американским астрономом Джорджом Генри Питерсом в Военно-морской обсерватории США. Назван в честь первого президента США Джорджа Вашингтона.
Период вращения Вашингтонии был определён в 2003 году на основании изменения кривой блеска астероида. Вашингтония не пересекает орбиту Земли и обращается вокруг Солнца за 5,67 юлианских лет.

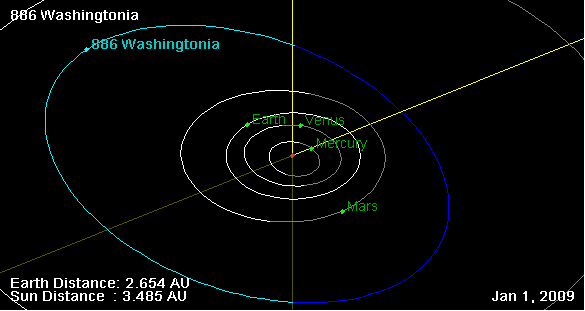
Орбита астероида Вашингтония, и его положение в Солнечной системе на 01.01.2009 г. Рисунок NASA JPL Small Body Orbit Viewer applet